# Пески (Николаевский район)
Пески (укр. Піски) — село в Новоодесском районе Николаевской области Украины.
Основано в 1775 году. Население по переписи 2001 года составляло 736 человек. Почтовый индекс — 56660. Телефонный код — 5167. Занимает площадь 1,743 км².
В селе родился, жил и умер Герой Советского Союза Григорий Киба.

## Местный совет
56660, Николаевская обл., Новоодесский р-н, с. Гурьевка, ул. Центральная, 31